# 雄州 (唐朝)
雄州，唐朝、五代十国时设置的州。
唐宣宗大中三年（849年），分威州鸣沙县之地为雄州，隶属于朔方节度使，治所原在灵州西南一百八十里，即今宁夏中宁县西北石空堡附近。中和元年（881年）徙治承天堡（疑在今中卫市城附近）。辖今宁夏回族自治区青铜峡市、中卫市、中宁县的黄河以北地区。五代后梁、后唐因之，后晋天福七年（942年）废州改昌化军，隶属于灵州。北宋为昌化镇。